# Amstel (fiume)
L’Amstel è un fiume, lungo 31 km, che scorre tra la provincia dell'Olanda Meridionale (Zuid-Holland) e quella dell'Olanda Settentrionale (Noord-Holland) (Paesi Bassi) e attraversa la città di Amsterdam, a cui ha dato anche il nome (Amstel + dam “diga”).

## Percorso
Il fiume ha la sua origine dall'incontro del canale Drecht con l'Aarkanaal, a Nieuwveen (nel comune di Nieuwkoop) e sfocia nell'ex-baia di IJ, ad Amsterdam. In origine, ovvero prima della costruzione del canale Amstel-Drecht, il fiume nasceva dalla confluenza dei fiumi Drecht e Kromme Mijdrecht, a sud di Uithoorn.

## Etimologia
Il nome Amstel deriva dall'antico olandese Aeme stelle, vale a dire “luogo abbondante di acqua”.

## Canali dell'Amstel ad Amsterdam
Tra i canali di Amsterdam che confluiscono direttamente o indirettamente nell'Amstel, citiamo:
- Achtergracht
- Blauwburgwal
- Bloemgracht ("Canale dei fiori")
- Brouwersgracht ("Canale dei birrai")
- Egelantiersgracht ("Canale della rosa canina")
- Entrepotdok
- Herengracht ("Canale dei Signori")
- Keizersgracht ("Canale dell'Imperatore")
- Korte Prinsengracht
- Lauriergracht
- Leidsegracht ("Canale di Leida")
- Leliegracht ("Canale dei gigli")
- Lijnbaansgracht
- Looiersgracht
- Nieuwe Herengracht
- Nieuwe Keizersgracht
- Nieuwe Prinsengracht
- Onbekendegracht
- Passeerdersgracht
- Plantage Muidersgracht
- Prinsengracht ("Canale del principe")
- Reguliersgracht
- Rozengracht ("Canale delle rose")
- Singel
- Singelgracht
- Spiegelgracht

## Celebri ponti sull'Amstel

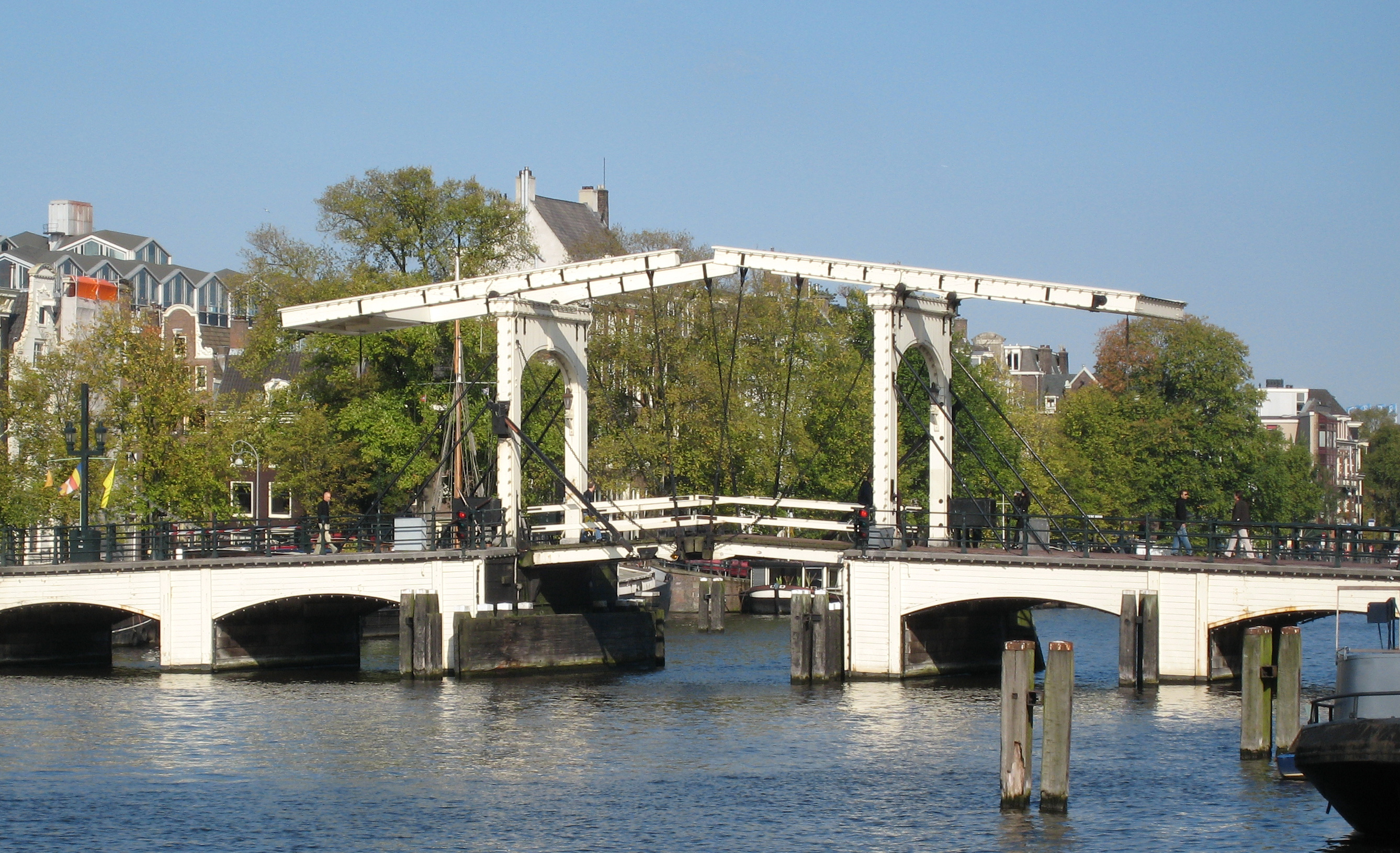
Il Magere Brug

Numerosi sono naturalmente i ponti che solcano l'Amstel ad Amsterdam. Tra i più famosi, ricordiamo:
- Berlagebrug
- Blauwbrug
- Hogesluis
- Magere Brug
- Nieuwe Amstelbrug
- Rozenoordbrug
- Torontobrug
- Utrechtsebrug